# Arctia clarki
Arctia clarki là một loài bướm đêm thuộc phân họ Arctiinae, họ Erebidae.